# Иеде, Самсон
Самсо́н Ономи́го Иеде́ (англ. Samson Onomigho Iyede; род. 28 января 1998, Дельта) — нигерийский футболист, нападающий клуба «Ворскла».

## Карьера
Воспитанник нигерийских команд «Бенин-Сити» и «Ибидей». В 2016 году перешёл в молодёжную команду датского клуба «Мидтьюлланн», в составе которого принимал участие в юношеской лиге УЕФА.
Летом 2017 года подписал контракт с эстонским клубом «Пайде». 8 июля того же года дебютировал в чемпионате Эстонии, отыграв второй тайм в матче с «Нарва-Транс». Всего за год сыграл 36 матчей и забил 12 голов в чемпионате Эстонии.
Летом 2018 года перешёл в клуб второго дивизиона Дании «Фремад Амагер», позднее играл за клуб второго дивизиона Бельгии «Ломмел» и за клуб второго дивизиона Дании «Фредерисия». Летом 2022 года дебютировал в Суперлиге Дании в составе клуба «Хорсенс».